# 1 Pułk Strzelców Granicznych
1 Pułk Strzelców Granicznych – oddział Strzelców Granicznych.
Sformowany jako 1 pułk Straży Granicznej. 3 marca 1920 został przemianowany na 1 pułk Strzelców Granicznych i podporządkowany Dowództwu Strzelców Granicznych.
Resztki pułku weszły w skład 200–osobowej podgrupy Straży Granicznej płk. Władysława Obuch–Woszczatyńskiego, która 6 sierpnia 1920 zajmowała stanowiska na odcinku Jednorożec–Chorzele. Wieczorem wycofała się do Krzynowłogi Małej, niszcząc mosty na rzece Płodownicy, Orzycu i Ulanówce.

## Geneza
17 grudnia 1918 szef Straży Granicznej płk Małyszko przedstawił Ministerstwu Spraw Wojskowych wstępny projekt etatów oddziałów granicznych. Na ich podstawie do końca lutego 1919 sformowano 1 pułk Straży Granicznej. W skład 1 pułku weszły: 1 dywizjon stacjonujący czasowo w Warszawie oraz 3 dywizjon SG z Mławy.
Wiosną 1919 Straż Graniczna przeszła pod wyłączną komendę Ministerstwa Spraw Wojskowych. W ramach zmian strukturalnych nastąpiły zmiany w nazwie. 1 pułk Wojskowej Straży Granicznej podporządkowany został Dowództwu Okręgu Generalnego „Warszawa”.
Latem 1919 1 pułk Wojskowej Straży Granicznej rozlokowano na odcinku granicznym od Jeziora Rajgrodzkiego do rzeki Omulew. Dowództwo pułku przeniesiono z Ostrołęki do Łomży. 30 lipca II dywizjon wyszedł ze składu pułku i wszedł w podporządkowanie dowódcy 3 pułku Wojskowej Straży Granicznej jako I/3 pWSG. 

I dywizjon ochraniał odcinek od Jeziora Rajgrodzkiego do rzeki Pissy. Dowództwo 1 dywizjonu przeniesiono z Łomży do Szczuczyna.

 Nowy II dywizjon 1 pułku WSG ochraniał odcinek granicy od rzeki Pissy do rzeki Omulew. Dowództwo dywizjonu sformowano w Łomży i przeniesiono do Myszyńca.
W połowie 1919 Ministerstwo Spraw Wojskowych i Inspektorat Wojskowej Straży Granicznej podjęły przygotowania do przejęcia Pomorza Gdańskiego. W związku z tym zaplanowano też przesunięcia na innych odcinkach granicy. 1 pułk Wojskowej Straży Granicznej miał ochraniać granicę od Rajgrodu do Mławy.

## Formowanie i zmiany organizacyjne
3 marca 1920 wiceminister spraw wojskowych generał podporucznik Kazimierz Sosnkowski przemianował dotychczasową formację „Wojskowa Straż Graniczna” na „Strzelców Granicznych”. Pułk zmienił swoją nazwę.

## Służba graniczna
27 marca 1920 1 pułk Strzelców Granicznych obsadzał granicę OG „Warszawa” z obszarem plebiscytowym Prus Wschodnich od Rajgrodu do szosy Mława–Neidenburg. Dowództwo pułku stacjonowało wtedy w Łomży.

## Kadra pułku
- ppłk piech. Adolf Walter – dowódca pułku (1 II 1919[10]  14 X 1920[11])
- ppłk Michał Wróblewski – dowódca pułku (14 X 1920 – )[12]
- ppłk piech. tyt. płk Józef Kopytyński – zastępca dowódcy pułku (od 12 V 1920[13])
- ppłk Ludwik Postępski – dowódca I dywizjonu od 1 lutego 1919
- rtm. Edmund Lubański – dowódca II dywizjonu od 1 stycznia 1919[14]

## Przekształcenia
- 1 dywizjon Straży Granicznej → I dywizjon 1 pułku Straży Granicznej → I dywizjon 1 pułku Wojskowej Straży Granicznej → I dywizjon 1 pułku Strzelców Granicznych